# 1-800-On-Her-Own
1-800-On-Her-Own ist ein 2024 erschienener Dokumentarfilm der US-amerikanischen Regisseurin Dana Flor. Es handelt sich um eine Filmbiografie über das Leben und Wirken der amerikanischen Singer-Songwriterin Ani DiFranco, die seit den 1990er Jahren als Musikerin international bekannt ist.

## Handlung
Der Film begleitet Ani DiFranco auf Tournee kurz vor dem Ausbruch der COVID-19-Pandemie und im Lockdown mit ihrem Ehemann und ihren beiden Kindern zu Hause in New Orleans. Der Film stellt vor allem dar, wie sie ihren Alltag sowohl als feministische Aktivistin und unabhängige Musikerin, die in Vollzeit arbeitet, als auch als Mutter von Teenagern in den schwierigen Jahren des Lockdowns miteinander ausbalancierte. Historische Aufnahmen von früheren Auftritten der Sängerin seit den 1990er Jahren ergänzen die Filmhandlung.
Der Titel des Films entspricht der realen Telefonnummer (1-800-664-3769) der von DiFranco gegründeten Plattenfirma Righteous Babe Records.

## Hintergrund
Der Film hatte am 10. Juni 2024 seine Weltpremiere auf der Tribeca Film Festival in New York und wurde auf weiteren US-amerikanischen Filmfestivals gezeigt. Im Jahr 2025 war 1-800-On-Her-Own im Programm des deutschen Dokumentarfilmfestivals Dok.fest München zu sehen.

## Rezeption
Beim The Hollywood Reporter schrieb Robyn Bahr: „Man weiß, dass man seine Zeit mit einem Dokumentarfilm verschwendet, wenn man den Drang verspürt, die Protagonistin in Wikipedia nachzuschlagen, während man sich gerade einen ganzen Film ansieht, der ihr gewidmet ist. Und als ich Dana Flors langweilige Musik-Biodokumentation 1-800-ON-HER-OWN beendet hatte, hatte ich seltsamerweise das Gefühl, noch weniger über die Folk-Rock-Legende Ani DiFranco zu wissen, als zu Beginn.“
Andrew Parker von der kanadischen Website für Kultur und Unterhaltungsthemen Thegate.ca erteilte dem Film 5 von 10 Punkte mit der Begründung, dass er Schwächen in der Gestaltung zeige sowie nur wenige Zeitzeugen zu Wort kommen lasse, die darüber sprechen, welchen unzweifelhaft großen Einfluss DeFranco auf andere Musikschaffende insbesondere im Bereich der Folkmusik gehabt hätte.